# Cayo Sur
Cayo Sur es una pequeña isla deshabitada ubicada en el mar Caribe, que había sido disputada por Honduras y Nicaragua desde el año 2000. La zona que rodea tiene abundancia de pescado y petróleo. En 2000 Nicaragua acusó a Honduras de poner tropas en la pequeña isla, y un diplomático hondureño fue citado diciendo que el país tenía "cuatro gatos" en la isla. La presencia de las tropas fue confirmada más tarde por el canciller hondureño de la época, Roberto Flores. Agregados militares llevados a la isla de Honduras afirmaron que no había tropas en ella. En 2001, los dos países firmaron un acuerdo para aliviar el conflicto con la presencia de un representante de la Organización de Estados Americanos (OEA), el caso llegó ante la Corte Internacional de Justicia, que por unanimidad concedió la soberanía a Honduras sobre Cayo Sur y otros tres cayos el 8 de octubre de 2007.